# Gimnazija Jurija Vege Idrija
Gimnazija Jurija Vege v Idriji je bila ustanovljena že leta 1901 kot prva slovenska realka. Poimenovana je bila po enem največjih slovenskih znanstvenikov, Juriju Vegi.
Že od začetka 18. stoletja so se Idrijčani trudili, da bi dobili redno in javno priznano srednjo šolo. Vendar je uspeh prišel šele po skoraj 200 letih truda, v času županovanja Dragotina Lapajneta, ki je okoli leta 1900 končno uspel premagati mnoge finančne, birokratske in tudi politične prepreke. Leta 1901 je tako Idrija dobila prvo slovensko realko, kar je bilo v času avstrijske vladavine resnično veliko dejanje, saj je na srednji šoli prvič prevladal slovenski učni jezik nad nemškim. Spomladi leta 1902 se je tako pričela še gradnja šolskega poslopja, ki je bila zaključena poleti leta 1903. Idrijska realka je tako delovala vse do leta 1926, ko so jo nasilno ukinile italijanske fašistične oblasti. V teh letih delovanja je njene klopi obiskovalo okoli 1000 dijakov, maturo pa je tu opravilo 400 maturantov. Mnogi učenci idrijske realke so se nato uveljavili na pomembnih področjih gospodarskega, političnega, znanstvenega ter kulturnega življenja. 
Vse od leta 1952 v stavbi nekdanje prve slovenske realke deluje Gimnazija Jurija Vege Idrija. Trenutno pod njihovim okriljem potekajo trije izobraževalni programi: gimnazijski maturant, strojni tehnik in mehatronik operater. 
Trenutna ravnateljica je profesorica zgodovine Karmen Vidmar, kateri od konca maja 2021 teče 2. mandat.